# Abauj-turňanská župa (Československo)
Abauj-turňanská župa (slovensky Abovsko-turnianska župa) byla jedna ze žup, jednotek územní správy na Slovensku v rámci prvorepublikového Československa. Byla vytvořena při vzniku Československa převážně vydělením z uherské Abauj-turňanské župy. Existovala v letech 1918–1922, měla rozlohu 1 491 km² a jejím správním centrem byly Košice, které však nebyly její součástí a tvořily samostatné město na úrovni župy.

## Historický vývoj
Po vyhlášení Martinské deklarace dne 30. října 1918, kterou se Slovensko vydělilo z Uherska a přičlenilo k nově vzniklému Československu, zůstalo slovenské území dočasně rozdělené na administrativní celky vytvořené Uherskem. Jedním z těchto celků byla Abauj-turňanská župa, která vznikla vydělením severní části původní uherské Abauj-turňanské župy. V čele župy stál vládou jmenovaný župan, který disponoval všemi pravomocemi, zatímco samosprávná funkce župy byla potlačena.
Sídlo župy se nacházelo v Košicích. Samotné město však součástí Abauj-turňanské župy nebylo, coby město s municipálním právem tvořilo samostatnou územněsprávní jednotku na úrovni župy.
Abauj-turňanská župa existovala do 31. prosince 1922. K 1. lednu 1923 bylo na Slovensku vytvořeno nové župní zřízení, které bylo původně plánované pro celé Československo, nicméně realizováno bylo pouze právě na Slovensku.

## Geografie
Abauj-turňanská župa se nacházela v jižní části východního Slovenska, v okolí řek Turňa, Bodva a Hornád. Na západě hraničila s Gemersko-malohontskou župou, na severu se župami Spišskou a Šarišskou a na východě se Zemplínskou župou.

## Administrativní členění
V roce 1919 se Abauj-turňanská župa členila na tři slúžňovské okresy: Košice, Moldava a Ždaňa. Město Košice nebylo součástí Abauj-turňanské župy.